# Cryptocarya depauperata
Cryptocarya depauperata är en lagerväxtart som beskrevs av Hsi Wen Li. Cryptocarya depauperata ingår i släktet Cryptocarya och familjen lagerväxter. Inga underarter finns listade i Catalogue of Life.